# الأمر إف ديسك
الأمر إف ديسك (بالإنجليزية: FDISK)‏ هو أداة سطر الأوامر لأنظمة الملفات على الحاسوب، وتمدنا بوظائف لتقسيم القرص , في إصدارات ويندوز إن تي بداية من ويندوز 2000 وما بعدها تم تبديله بأمر مشابه وهو الامر diskpart , وهذا الأمر موجود في نظم يونكس وأشباه يونكس Unix-like .

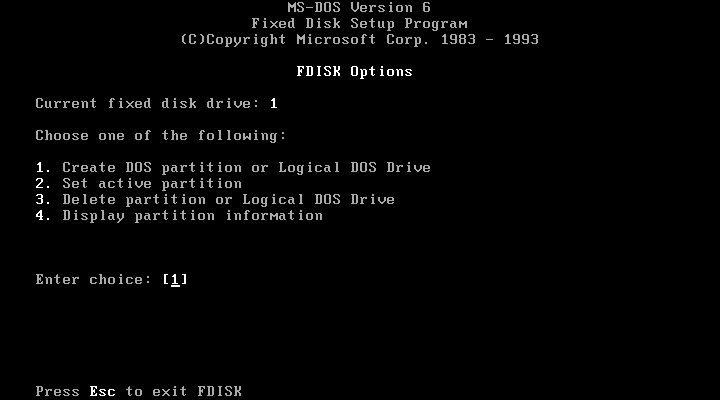
لقطة شاشة ل FDISK على إم إس-دوس

## تطبيقاته

### دوس وويندوز
الامر FDISK المتوفرة مع ويندوز 98 لا يعطينا الحجم الصحيح للقرص الصلب الذي هو أكبر من 64 جيجابايت يوجد تحديث لذلك من ميكروسوفت.

### فري دوس
تطبيقات الامر fdisk في فري دوس تطبيقات حرة ومجانية

## وصلات خارجية
- كيقية التقسيم بواسطة fdisk في لينكس.
- كتيب مبرمجي لينكس، fdisk(8)
- fdisk من utils-linux-ng
- blkid - command-line utility to locate/print block device attributes
- Using the blkid Command .
- FreeBSD System Manager's Manual, FDISK(8)